# Herman Berlinski
Herman Berlinski   (Leipzig, 18 d'agost de 1910 - Washington DC, 27 de setembre de 2001) va ser un compositor i organista nord-americà.

## Biografia
Els pares de Berlinski vivien a Łódź (aleshores Rússia, ara Polònia) i van fugir del comunisme cada cop més popular a Leipzig el 1905. Berlinski va ingressar al Conservatori de Leipzig el 1916, ja que ja era evident que tenia talent per a la música. Després del restabliment de Polònia acabada la Primera Guerra Mundial, els seus pares van optar per conservar la nacionalitat polonesa.
La família de Berlinski va deixar Alemanya quan el nacionalsocialisme va prendre el poder. Impactat pel bloqueig als jueus en la vida quotidiana i en les expressions artístiques, va emigrar a Polònia el 1933. Després de servir al servei militar i fugir a París, va estudiar a l'"École Normale de Musique". No conformant-se amb l'educació que revia allà i considerant la seva formació jueva, va deixar les lliçons. Va dirigir un teatre d'art jueu i també es va unir a la Schola Cantorum. Intentant obtenir la nacionalitat francesa, es va unir a la Legió Estrangera, però no se li va concedir. Amb la fundació del règim de Vichy, va emigrar als Estats Units i es va establir a Nova York. Desenvolupant la seva carrera com a organista, va estudiar composició al Seminari Teològic Jueu, explorant la seva identitat musical jueva. Es va dedicar a la direcció musical a Washington i va fundar "Shir Chadash", interpretant composicions jueves a la regió després de la jubilació.

## Obres (fins on se sap)
- (1941): From the World of My father (1941): Del món del meu pare (revisat el 1995); (orquestra)
- (1949): Symphonic visions for orchestra; Visions simfòniques per a orquestra;
- (1956): The burning Bush: La mata ardent (per a orgue);
- (1964): Shofar Service; per a baríton, cor, 2 trompetes, shofar i orgue;
- Litanies for the Persecuted; Lletanies per als perseguits;
- Le violon de Chagall (sonata per a violí);
- Avodat Sabbath (litúrgia per a cantor tenor sol, gran cor i orquestra simfònica);
- Etz hayyim (arbre de la vida);
- Job, un oratori;
- Days of Awe, una cantata;
- Celan; una obra per a baríton, mezzosoprano, contrabaix i piano, en memòria del poeta Paul Celan, que va sobreviure a l'Holocaust;

Lletanies de Salomó ben Aaron;
- Yizkor;
- Sh’virat hakkelim;
- The death of Rachel La mort de Raquel;
- A Psalm of Unity Un salm d'unitat;
- David and Goliath;
- The Glass Bead Game. El joc de les perles de vidre.